# Moraea amissa
Moraea amissa är en irisväxtart som beskrevs av Peter Goldblatt. Moraea amissa ingår i släktet Moraea och familjen irisväxter. Inga underarter finns listade i Catalogue of Life.